# Gyergyószentmiklósi örmény katolikus templom
A Gyergyószentmiklósi örmény katolikus templom a város északkeleti részén, a Gyilkos-tó  felé vezető út jobb oldalán található.

## A templom története
Az örmények 1688-ban telepedtek le Gyergyószentmiklóson. Kis közösségüknek kezdetben nem volt temploma, mert a korabeli törvények nem engedélyezték kőtemplom építését. Később kérelmezéseik eredményeként kijelölték azt a területet, amelyet Ferentzi György esperes az idegenek temetkezési helyén, 1637-ben alapított. Az  időpontot jelző szöveg a templomkerítés bejárata felett olvasható.
1717. április 6-án Mártonffy György erdélyi püspök jelenlétében az örmények tulajdonába került az 1450-ben épült kis gótikus kápolna. A megvásárolt kápolnát több alkalommal is nagyobbították, szentélyét növelték. A gyülekezet lélekszámának emelkedése  nagyobb templom építését tette szükségessé.
A mai örmény katolikus barokk templom 1730-34 között épült az örmény közösség adományaiból, Theodorovics Simon kezdeményezésére. A szépen kivitelezett, díszesen párkányozott templomot 1733. augusztus 24-én Bajtay Antal erdélyi püspök szentelte fel. Tornyát 1734-ben Lukács János építtette, a templom kapubástyákkal ellátott várfala 1748-ban készült. 1899-ben a műemléképületet felújították, belsejét barokk stílusú freskókkal díszítették.
Dr. Puskás Attila vikárius-plébános gyergyószentmiklósi kinevezése után (2003. szeptember 1.) a templomba bevezették a fűtést. 2005-ben jelentős felújítási munkálatokat végeztek, melyre a főbejárattól balra emléktábla emlékeztet. Ekkor szakszerű falkutatás után újrafestették a templom külső felületét és a tornyot, valamint a belső oldalfalakat, ill. felújították az orgonát is. A munkálatokat a hívek közadakozásából, a Paderborni Egyházmegye (Németország) és Hargita Megye Tanácsa támogatásából valósították meg.

## A templom leírása
A mai épület megőrizte az 1450-ben emelt kőkápolna elemeit. A hajó nagyobbrészt a  régi alapokon nyugszik, a szentély is őrzi a régi falakat. Az egyhajós templom szentélye keleti tájolású, északi  részen egyetlen oldalkápolnája van. Az épületnek egyik támpillére meredek hajlású, tetőszerkezete színes, hódfarkú cserepekkel van befödve.
A templomkerítés egyik bástyájának padlásán megtalálták a középkori kápolnából származó gótikus oltár Mária-szobrát. A templom egyik ékessége a fából készült barokk szószék, amelynek alsó részén a négy evangélista,  tetején pedig  Mihály arkangyal szobra látható. Figyelemre méltóak a díszes fő- és mellékoltárok, valamint az 1752-ben Velencében készült oltárkép (Szent Gergely) is. A mennyezetig érő, barokk stílusú főoltár közepén a Boldogságos Szűz mennybemenetelét ábrázoló festmény látható, amelyet 1889-ben restauráltak. A templom kórusa erős kőoszlopokon nyugszik.
A 18. századi keresztelőkút domborművén az emberi életkorokat jelképező négy női alak  látható. A szenteltvíztartó négy alakja az évszakokat jeleníti meg. A Domus Historia 1899-es bejegyzése nagyarányú templomrenoválást rögzít. A felújítások során a templom belsejét művészi barokk stílusban átfestették, freskók formájában. A mennyezetet Altenbaucher Henrik és Szirmay József bécsi templomfestők készítették. Az oltárokat márvánnyal díszítették, a szobrokat élethű színűre festették. A 20 méter magas torony tetőszerkezete eredetileg gúla alakú volt. Az átépített, barokk vonalvezetésű tornyot régen cserép fedte, napjainkra viszont vörösrézlemezzel borították be.

## A templom várfala
Az erődtemplomot övező, kapubástyákkal ellátott várfalat 1748-ban építették. A tört alaprajzú kőfalból két nyolcszögletű, meredek cserepes sisakkal fedett lőportorony emelkedik ki. A zsindellyel fedett kőfal lőréseit idővel befalazták, nyomaik csak belülről láthatók.
A késő reneszánsz stílusú kapubejárat gerendáján az 1637-es évszám olvasható, ami az „idegenek” temetőjének létesítését jelzi.
A várfal ablakszerű mélyedéseiben, a belső oldalon, 1750 körül készült mesteri domborművek és festmények láthatók. Érdekes egy ammoniteszes mészkőből készült sírkő a templomkert kijárata közelében.